# Oostpolder (Uithuizermeeden)
De Oostpolder is een polder en voormalig waterschap in de Nederlandse provincie Groningen. Omdat er in de provincie meerdere Oostpolders waren, kreeg te waterschap in 1962 de officiële naam: Oostpolder Uithuizermeeden.
De polder lag rond de plaatsen Roodeschool en Oudeschip. De noordgrens was de toenmalige zeedijk, ten zuiden van de Eemshaven. De oostgrens werd gevormd door de Middendijk en de Kolholsterweg. De zuidgrens lag ongeveer op de Den Hoornsterweg, de Tilweg, de Meedenweg en de Oudedijksterweg. De westgrens lag op de opdijk tussen de polder en de Uithuizerpolder en het verlengde hiervan.
De belangrijkste watergang was het Oostpolderbermkanaal langs de zeedijk. Aan het einde hiervan lag een spuisluis, met de naam Kleine sluis (ook wel: Kleine pomp), die het water loosde op de Eems. Op het Bermkanaal monden van west naar oost de volgende watergangen uit:
1. de Siemenstocht
2. de Schutstocht
3. de Zijlstra's tocht
4. de Van Veenstocht
5. de Aeilstocht
6. het Groote Tjariet

Waterstaatkundig gezien ligt het gebied sinds 1995 binnen dat van het waterschap Noorderzijlvest.